# Verhalen van Dunk en Ei
Verhalen van Dunk en Ei (Tales of Dunk and Egg) is een serie fantasynovelles geschreven door de Amerikaanse auteur George R.R. Martin. De verhalen spelen zich af in dezelfde wereld als waarin de Het lied van ijs en vuur-serie zich afspeelt en vormen daar een prequel op.
De verhalen gaan over Ser Duncan de Lange (Dunk), ridder en een lid van de Koningsgarde, en Aegon V Targaryen (Ei), prins van Westeros uit de dynastie Targaryen. Het begin van de serie speelt zich negenentachtig jaar voor het begin van de hoofdserie af.
Er zijn tot nu toe drie afleveringen verschenen. Martin heeft aangekondigd dat er waarschijnlijk negen verhalen over Dunk en Ei zullen verschijnen. De eerste twee zijn ondertussen verwerkt tot striproman.
Verschenen zijn:
- The Hedge Knight (1998): De hagenridder
- The Sworn Sword (2003): De eed van trouw
- The Mystery Knight (2010): De onbekende ridder